# Sainte-Croix-en-Plaine
Sainte-Croix-en-Plaine – miejscowość i gmina we Francji, w regionie Grand Est, w departamencie Górny Ren.
Według danych na rok 1990 gminę zamieszkiwało 1895 osób, a gęstość zaludnienia wynosiła 74 osób/km² (wśród 903 gmin Alzacji Sainte-Croix-en-Plaine plasuje się na 139. miejscu pod względem liczby ludności, natomiast pod względem powierzchni na miejscu 34.).